# Östra kyrkogården, Jönköping
Östra kyrkogården är en begravningsplats i Jönköping i Sverige, belägen vid Östra kapellet. Den omnämndes första gången 1636, och byggdes ut 1809 samt återigen under tidigt 1900-tal. Södra delen byggdes ut åren 1969-1971, och en minneslund tillkom 1978.,

### Fotnoter
1. ↑  ”Östra kyrkogården”. Svenska kyrkan. Arkiverad från originalet den 20 juni 2015. https://web.archive.org/web/20150620162242/http://www.svenskakyrkanjonkoping.se/svenska-kyrkan/kyrkogardsforvaltningen-2/kyrkogardar/ostra-kyrkogarden/#.VQNFMY6G8bx. Läst 11 januari 2014.